# Estudis de ciència, tecnologia i societat

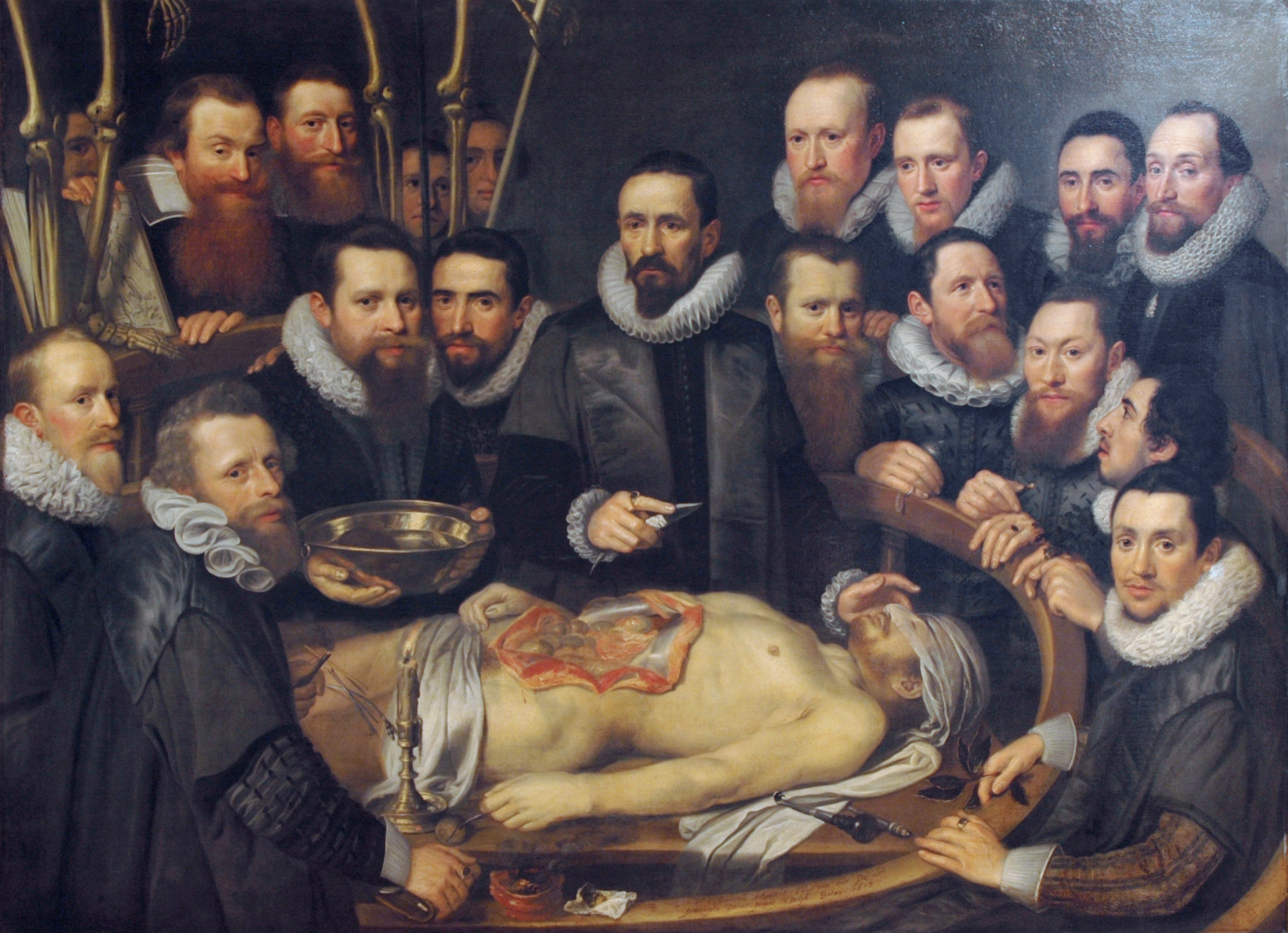
Lliçó d'anatomia del doctor Willem van der Meer, Michiel Jansz. van Mierevelt i Pieter Michielsz van Mierevelt.

Els estudis socials sobre ciència i tecnologia abasten un àmbit d'estudi d'utilitats de la vida diària que té com a objectiu trencar amb les antigues barreres d'investigació cientificotècnica. Tradicionalment, la ciència i la tecnologia eren jutjades com una caixa negra i, per tant, estudiades independentment dels factors socials, polítics, i culturals, que actuarien com a distorsionadors del saber cientificotècnic. Els estudis sobre ciència, tecnologia i societat reconcilien aquests tres camps considerant-los com un teixit sense costures.
A l'estat espanyol, aquest tipus d'inquietuds i de reflexions han arribat amb el nom comú d'estudis sobre ciència, tecnologia, i societat (abreujat CTS), la qual cosa a les regions de parla anglesa es coneix com a Science and Technology Studies ('estudis de ciència i tecnologia') o Science, Technology and Society ('ciència, tecnologia i societat'), ambdós amb l'acrònim STS. A l'estat espanyol, la multidisciplinarietat en CTS inclou des del principi els àmbits de les ciències socials, i veu els seus orígens en els moviments en defensa dels drets humans, el moviment feminista i pacifista i els primers grups ecologistes sorgits sobretot després de la Guerra del Vietnam. Pels seus orígens i naturalesa, veiem cert paral·lelisme entre els estudis CTS i els estudis feministes.

## Història
En les civilitzacions xinesa i egípcia, se li va atorgar rellevància a la tecnologia però poca importància a la ciència. En contrast, en la comunitat científica francesa de principis del segle xix es va donar prioritat al desenvolupament de la ciència, amb la creença que només el que fos conegut teòricament seria fiable i tindria èxit. Actualment el desenvolupament d'un país és mesurat sobre l'esforç que dedica a ciència i a tecnologia; no obstant això, invertir en aquestes branques no sempre assegura l'enriquiment ni el progrés d'un país.
La industrialització de la ciència i la tecnologia passa per tres etapes al llarg de la història. La primera, el període amateur (entre els segles XVII i XVIII, coincidint amb la Revolució científica). Durant aquesta època, els científics no estan especialitzats, però, d'altra banda, són autosuficients econòmicament. Apareixen les primeres associacions i comunicacions regulars entre científics. A aquesta fase, li segueix un període acadèmic (entre el segle xviii i la Segona Guerra mundial). Emergeixen, llavors, els primers laboratoris privats de R+D. Els científics s'especialitzen i són subvencionats ara per universitats, però mantenint la independència d'acció respecte al poder polític. Finalment, el període professional o tecnocientífic (que abasta des de la Segona Guerra mundial fins a l'actualitat, conegut com a Big Science o gran ciència). Hi ha un augment del cost de les investigacions, cosa que provoca la dependència de científics i investigacions de les fonts econòmiques de l'exèrcit, sanitat i indústria. Apareixen els primers grans projectes de R+D, els grans llaços entre ciència i tecnologia, i l'avaluació i promoció de la ciència en relació amb el seu impacte econòmic.
És en aquest últim període en què apareixen els estudis de CTS a conseqüència de les innovacions tecnològiques com a motor de desenvolupament de les nacions i en relació amb els avanços en matèria tecnològica després de la Segona Guerra mundial.

## Primers estudis de CTS
Els primers estudis CTS es van desenvolupar de manera independent durant els anys 60, sense tenir en compte els altres estudis realitzats fins als anys 80, encara que l'obra de Ludwig Fleck (1935) Gènesi i desenvolupament d'un fet científic va anticipar molts dels temes clau de CTS:
- Estudis de la ciència, una branca de la sociologia del coneixement científic que estudia les pràctiques científiques en el seu context social.

- Història de la tecnologia, que examina la tecnologia en el seu context social i històric. Va començar en els anys 60 per alguns historiadors que qüestionaven el determinisme tecnològic, una doctrina que pot induir la passivitat pública cap al "desenvolupament natural" de la tecnologia i la ciència. Al mateix temps, alguns historiadors van començar a desenvolupar acostaments semblantment en el context de la història de la medicina.

- Història i filosofia de la ciència (anys 60). Després de la publicació de Thomas Kuhn L'estructura de revolucions científiques (1962), que va atribuir canvis en teories científiques als canvis en paradigmes intel·lectuals, es van crear programes en la Universitat de Califòrnia, Berkeley, on es van unir historiadors de la ciència i filòsofs en programes unificats.

- Tecnologia i societat en la segona meitat dels anys 60. Estudiants i moviments socials lligats a universitats dels Estats Units i del Regne Unit, o vinculats a centres europeus, van ajudar a engegar una gamma de nous camps interdisciplinaris (per exemple, estudis feministes) que van ser vists com a assumptes rellevants que el pla d'estudis tradicional no els tenia en compte. Des d'una gran varietat de disciplines (incloent l'antropologia, la història, la ciència política, i la sociologia), els erudits en aquests programes van crear els plans d'estudis dedicats a explorar les qüestions que sorgien de l'anàlisi crítica de la ciència i la tecnologia. Al revés del que ocorria amb els erudits en estudis de ciència, història de la tecnologia, o història i filosofia de la ciència, els erudits en tecnologia i societat es veien a si mateixos més com a activistes que treballaven pel canvi, que investigadors dins de la desapassionada torre d'ivori acadèmica. Com un exemple de l'impuls activista, les erudites feministes en aquesta i altres àrees emergents de CTS es van dedicar a l'estudi de l'exclusió de les dones en les activitats científiques i en l'enginyeria.

- Ciència, enginyeria, i polítiques públiques. Els estudis van emergir en els anys 70 gairebé amb les mateixes preocupacions que van motivar els pioners dels moviments sobre CTS. En certs aspectes, la ciència i la tecnologia estaven cada vegada més en desacord amb els interessos socials i del públic. Els moviments socials intentaven humanitzar allò que feien ciència i tecnologia, però amb resultats generalment magres. Però estudiants amb bones qualificacions professionals se sentien bons i lícits jugadors en polítiques sobre ciència i tecnologia. I alguns programes van venir a accentuar metodologies quantitatives (llegeixi's: activitats d'enginyeria de sistemes). I uns altres en van desenvolupar acostaments sociològics i qualitatius, i van trobar que els seus interessos més propers podrien ser trobats entre erudits en ciència, tecnologia, i departaments d'estudis socials.

Durant els anys 70 i els anys 80, les universitats principals dels Estats Units, Regne Unit, i Europa, van començar a dibuixar aquests components junts en nous i interdisciplinaris programes. Per exemple, en els anys 70, la Universitat Cornell va desenvolupar un nou programa que va unir estudis sobre ciència amb erudits d'orientació política, i amb historiadors i filòsofs de la ciència i de la tecnologia. Cadascun d'aquests programes va desenvolupar identitats úniques, a causa de la gran variació dels components que hi van ser integrats, així com la seva exacta localització dins dels centres terciaris. Per exemple, la Universitat de Virgínia, en un programa sobre CTS va unir erudits extrets d'una varietat de camps (amb força particular en història de la tecnologia); no obstant això, el programa que té la responsabilitat de l'ensenyament està situat dins de l'escola d'enginyeria, i ensenya als estudiants ètiques respecte a les finalitats perseguides.

## Estudis de la ciència i la tecnologia
Molts són els estudis realitzats de ciència, tecnologia i societat (CTS) amb la voluntat d'obrir la caixa negra cientificotècnica. Entre els estudis més importants, val la pena destacar la tesi de la infradeterminació empírica de les teories científiques o teoria de Duhem-Quine, i la tesi de la càrrega teòrica de l'observació. Aquests estudis revelen una crisi de la imatge heretada de la ciència. Fins feia poc, els estudis científics i tècnics s'havien limitat a una història de les idees, una filosofia de la ciència (que tenia en compte únicament qüestions epistemològiques i criteris de demarcació) i una sociologia de la ciència (que estudiava únicament les institucions i organitzacions científiques, sense arribar a aprofundir en el procés cientificotècnic).
- El programa Fort. Durant els anys seixanta, un grup de sociòlegs de l'Escola d'Edimburg es proposaren obrir la caixa negra de la ciència i la tecnologia amb una ciència en acció de vocació empírica que pretén examinar la totalitat del procés de producció cientificotècnic i, per tant, no solament el producte acabat.

- El programa Empíric del Relativisme (PER). Durant els anys vuitanta, un grup d'investigadors, entre els quals destaquem Harry Collins, Trevor Pinc i Andrew Pickering, parteix de la imparcialitat i la simetria per fer estudis de casos contemporanis pel contacte directe amb els científics, ja sigui de manera directa o indirecta, i posant especial atenció en les ciències marginals i en les controvèrsies científiques.

- Els estudis de laboratori. Durant els anys setanta, un grup d'investigadors, entre els quals es troben Bruno Latour i Karin Knorr-Cetina, realitzen una sèrie d'estudis basats en l'observació activa en els laboratoris a manera del treball de camp dels sociòlegs.

- L'anàlisi del discurs científic. Investigadors com Michael Mulkay i Nigel Gilbert realitzen estudis per descobrir quins són els mètodes que utilitzen els científics per a explicar, representar i donar sentit a les pràctiques científiques.

- Teoria de l'actor-xarxa. Considerada per molts la culminació de l'anàlisi de CTS fins ara, Bruno Latour, Michel Callony John Law, entre d'altres, es dediquen a eliminar les dicotomies en matèria cientificotécnica com macro-micro, social-cognitiu o ciència-tecnologia. La teoria de l'actor-xarxa considera els objectes com híbrids, naturals, socials i discursius, eliminant els límits entre context i contingut.

- Etnometodologia de l'activitat científica. És una branca de la sociologia utilitzada per Michael Lynch i Harold Farfinkel, entre d'altres, per a analitzar de manera rigorosa les activitats pràctiques i argumentatives de la vida quotidiana en termes científics.

- Programa reflexiu. Steve Woolgar i Malcom Ahmore utilitzen el principi reflexiu establert pel programa Fort per a analitzar ciència i tecnologia, amb l'aplicació de tècniques de representació.

## Els estudis de CTS en el sistema educatiu
Els estudis de CTS en el sistema educatiu representen quelcom més que la simple diferenciació d'aquestes tres disciplines impartides com a tres matèries diferents en el currículum educatiu. L'estudi per separat d'aquests tres conceptes potser no aportaria res de nou si ho plantegéssim com un ràpid i comprimit resum, ja que la seva presencia en el sistema educatiu hi és ja present actualment i els alumnes estan prou familiaritzats amb la tecnologia, la ciència i allò que anomenem societat. En aquest cas, però, no ens referim a aquesta separació de conceptes, sinó que es tracta de quelcom més que la suma d'aquests tres termes. Concretament suposa una nova aproximació o visió sobre aquests conceptes i la relació recíproca que existeix entre ells, amb complexes interaccions, que sobretot existeixen actualment entre la ciència, la tecnologia i la societat.
Així doncs, tenint en compte com la ciència i la tecnologia han canviat radicalment les formes de vida social i com és pràcticament impossible viure’n al marge si es forma part de la societat, podem afirmar que totes les formes de vida humana estan afectades per la tecnociència. Per aquesta raó, el que pretenen els estudis de CTS és aportar una percepció més ajustada i crítica sobre la ciència i la tecnologia, així com les relacions que mantenen amb la societat, sent aquest el primer objectiu de la perspectiva CTS. A més a més, el que es pretén és promoure una participació pública dels ciutadans en les decisions que guien el desenvolupament de la ciència i la tecnologia per tal de democratitzar i apropar a la societat les responsabilitats sobre el seu propi futur. Precisament per aconseguir això, és necessari que els estudis de CTS hi siguin més presents en l'àmbit curricular en les institucions educatives, tant en nivells bàsics com més específics.
Avui dia a on tenen més presencia aquests estudis és a escala universitària, tot i que en el cas de l'Estat Espanyol no són tan presents com per exemple als Estats Units o el Regne Unit.

## La política i els estudis de CTS
Langdon Winner ens parla a la seva publicació Do Artifacts Have Politics? ('Tenen política els artefactes?')(1983), sobre si els artefactes poden tenir o no política. Les controvèrsies entre la tecnologia i la societat són existents, i una d'elles és la noció sobre si els artefactes tecnològics tenen qualitats polítiques. Langdom Winner ens mostra l'exemple de Robert Moses i la construcció d'uns passos elevats a Nova York que afectaven directament a la societat a causa de la manera com aquests havien sigut dissenyats i construïts. La construcció d'aquestes obres havia estat pensada de tal manera perquè a l'hora de circular només els cotxes ho poguessin fer, però no en canvi els autobusos, que eren massa alts per passar-hi. Així doncs, els que podien acabar marxant de Nova York i gaudir de les zones de lleure fora de la ciutat només eren uns quants, en aquest cas, una gran majoria blanca, rica i de classe mitjana acomodada, i la gent desfavorida i normalment negra, s'havia de quedar a la ciutat, ja que eren majoritàriament els que recorrien al transport públic, ja que no disposaven de cotxe. Aquest exemple que ens presenta Langdon Winner explica molt bé la relació que manté la política amb la ciència i la tecnologia i com afecta a la societat.